# Blaise Pascal
Blaise Pascal (Clermont-Ferrand, 1623. június 19. – Párizs, 1662. augusztus 19.) francia matematikus, fizikus, vallásfilozófus, teológus, moralista és vitatkozó. Jelentőset alkotott a fizika, a matematika, a teológia, a filozófia és az irodalom témakörében is. Hozzájárult a természettudományok fejlődéséhez, mechanikus számológépet szerkesztett, megalapozta a projektív geometriát, kidolgozta másokkal közösen a valószínűség matematikai elméletét. Tanulmányozta a folyadékokat és tisztázta a vákuum és a nyomás fogalmait. A nyomás mértékegysége az ő munkásságának tiszteletére lett pascal. A gondolkodásnak és a gyakorlati kísérletek tényadatainak tulajdonított döntő szerepet tudományos munkájában.  A poitou-i mocsarak lecsapolásában szakértőként vett részt.

## Életrajza
1623-ban született Clermont-Ferrand-ban, édesanyját hároméves korában elveszítette. Apja, Étienne Pascal, nagy humán műveltséggel rendelkező, műkedvelő matematikus, jogász, a clermont-i adóügyi bíróság második elnöklő bírója, később adófelügyelő Rouenban. 1631 novemberében az apa fiával és két leányával, Gilberte-tel és Jacqueline-nal Párizsba költözött. Az édesapa tanította gyermekeit otthon, és korán észrevette Pascal kiemelkedő intellektuális képességeit. A család tudós körökkel érintkezett. Étienne Pascal 1634-től részt vett a Richelieu bíboros által kijelölt bizottságban, amelynek az volt a feladata, hogy értékelje Jean-Baptiste Morin de Villefranche földrajzi hosszúságokat megállapító módszerét.

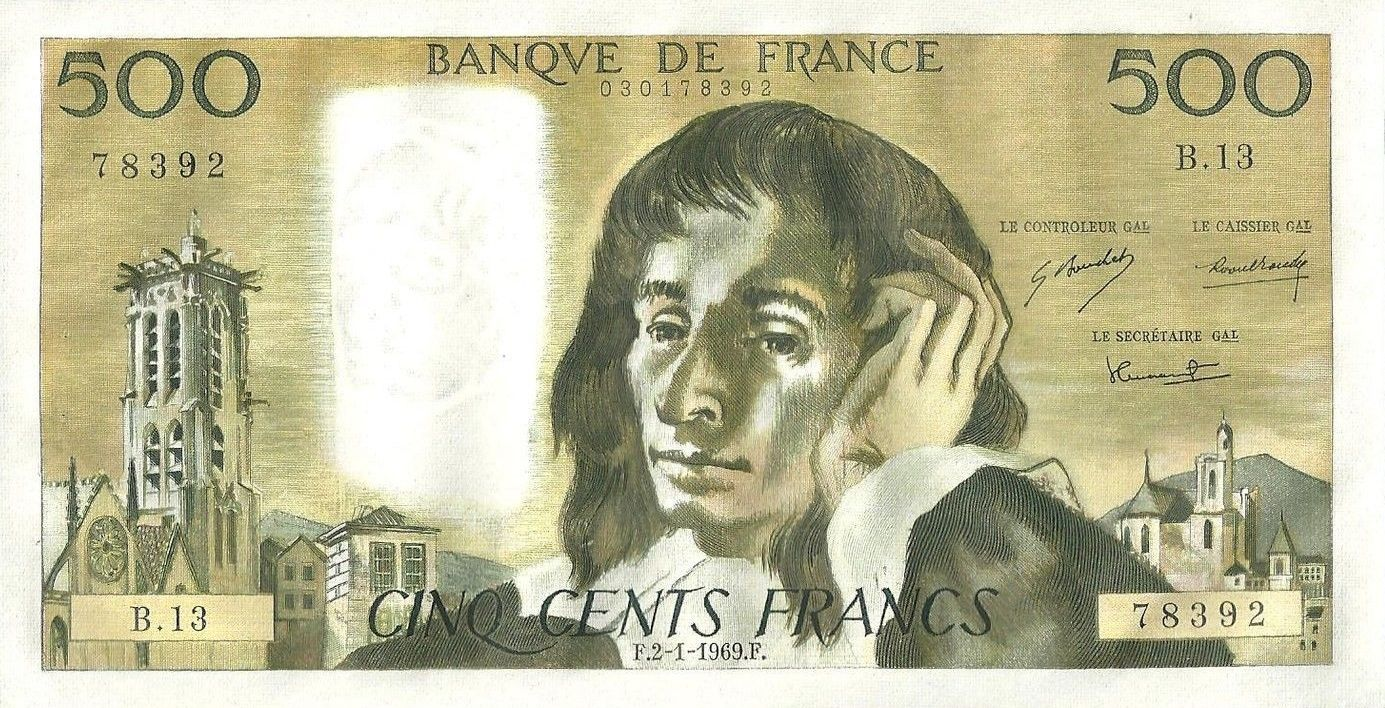
Francia 500 frankos bankjegy Pascal portréjával, 1969.01.02. kibocsájtás. A típus 1969. január 7. és 1997. március 1. között volt forgalomban. Valós mérete: 180 X 97 mm.

Egyszer az apa meglepetten vette észre, hogy Pascal a háromszög belső szögösszegének bizonyításán dolgozott elmerülve, ami Eukleidész XXXII. tételének felelt meg. Az eset olyan nagy hatással volt az apára, hogy odaadta fiának az Elemeket azzal a feltétellel, hogy csak a szabadidejében tanulmányozhatja. Ez a történet nővérétől, Gilberte-től származik, aki nem állította, hogy öccse bebizonyította Eukleidész valamennyi tételét. Étienne Pascal, aki 1635-től rendszeresen látogatta Marin Mersenne matematikai körét, az eset után magával vitte fiát is az összejövetelekre. Ezt az ún. Académia Parisiensist tekintik a tudományos akadémiák előfutárának. Anti-arisztoteliánus, anti-skolasztikus légkörben folytak a viták és előadások Christiaan Huygens, Gérard Desargues, Gilles Personne de Roberval, Pierre Gassendi, Thomas Hobbes és más tudósok részvételével. A Tanulmány a kúpszeletekről 1640 elején jelent meg. E tanulmány megszületéséhez feltétlenül olvasnia kellett Pascalnak Gérard Desargues értekezését a kúpszeletekről, ami 1639 tavaszán jelent meg, és Descartes Geometriáját (Értekezés a módszerről) vagy legalábbis tudott az új módszerről, az algebra alkalmazásáról a geometriában. Pascal nagyon korán kapcsolatba került a kartezianizmus tanításaival.
Étienne Pascal vagyona egy részét állampapírokba fektette, és a párizsi városházától kapta járandóságát. 1635-ben a Francia Királyság is hadba lépett Spanyolország ellen. A hadviselés olyan nagy terhet rótt a kincstárra, hogy 1638-ban már nem tudta kifizetni a járandóságokat. A károsultak, közöttük Étienne Pascal, erélyesen, sőt néhányan tettlegesen is követelték jogaikat Pierre Séguier kancellártól. Az elkövetőket a Bastille-ba zárták, Étienne Pascalnak sikerült titokban elhagynia Párizst. Jacqueline, Blaise 12 éves húga verseket és színműveket írt. 1639 februárjában Richelieu azt kívánta, hogy gyerekek adjanak elő számára színdarabot. A kislány bekerült a színjátszó csoportba, az előadás után versben dicsérte a bíborost és azt kérte tőle, hogy hívja vissza édesapját a száműzetéséből. Richelieu Rouenba küldte Pascalt adófelügyelőnek. Pierre Corneille a család barátja lett, és versírásra ösztönözte Jacqueline-t.

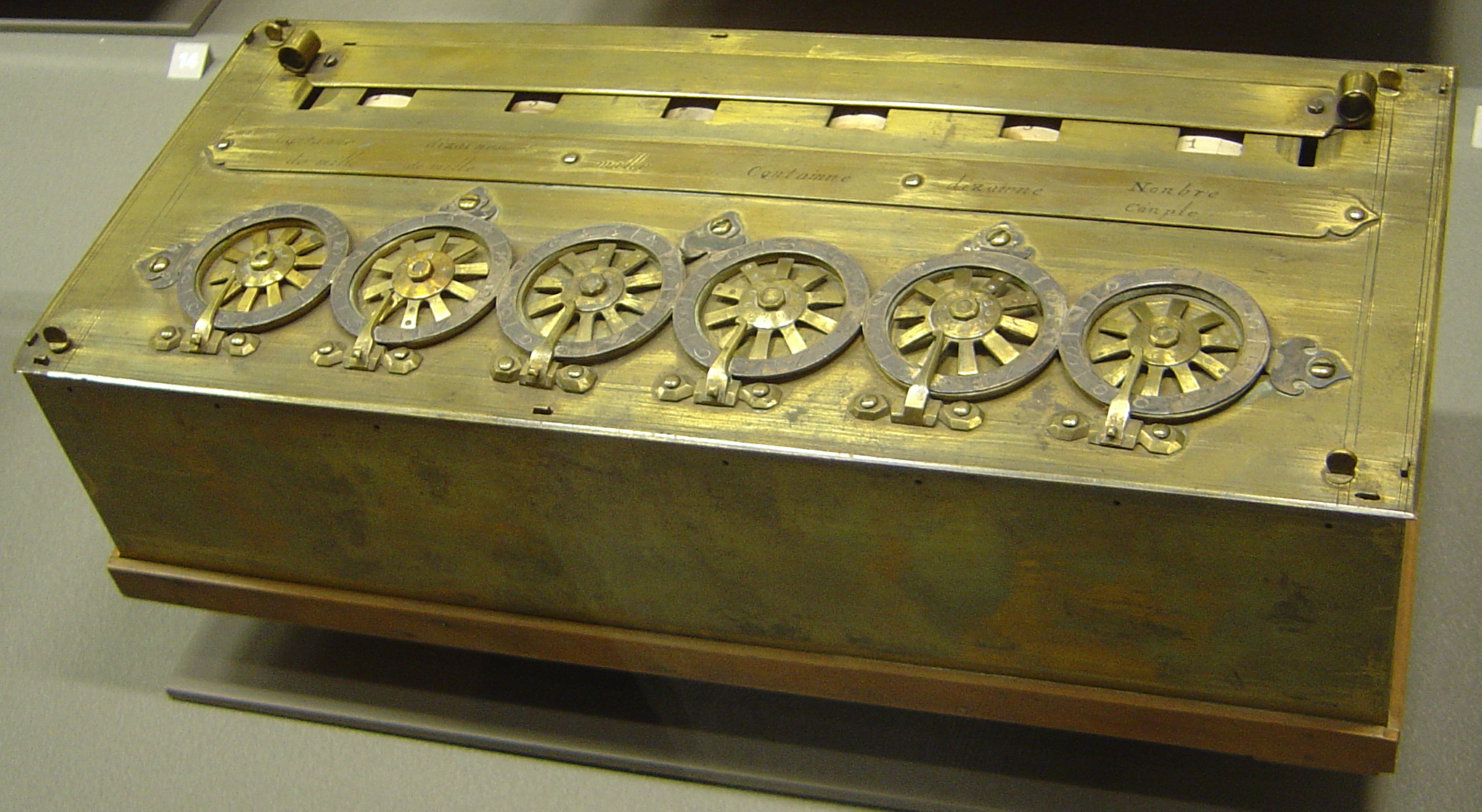
Pascal számológépe 1652-ből

1642-ben Pascal mechanikus számológépet tervezett (pascaline), hogy megkönnyítse édesapja munkáját, akinek addig kézzel kellett elvégeznie a hosszadalmas számításokat. A géppel csak összeadni és kivonni lehetett, de ezek ismétlésével szorozni is osztani is tudott vele a kezelője, és kis ügyességgel gyököt is lehetett vonni. A mintadarab 1643-ban készült el, egy órásmester gyártotta le a fogaskerekeket. Néhány évvel később küldött egy gépet Krisztina svéd királynőnek is. Sokáig úgy tartották, hogy Pascalé volt az első mechanikus számológép, de azóta bebizonyosodott, hogy Wilhelm Schickard nevéhez fűződik az első ilyen szerkezet. A tudománytörténészek között is vita tárgya, hogy melyiket tekintik „elsőnek”.
1646-ban Pascal érdeklődését felkeltette Torricelli kísérlete: ha egy higannyal töltött csövet a szintén higannyal teli hordó felett megfordítanak, kinyitnak és a hordóba merítenek, a higany a csőben lefelé halad, de egy bizonyos magasságban megáll, és látszólag semmilyen anyag nem tölti ki a cső felső végében keletkezett üres részt. Az akkori tudós világot meglepte és szenvedélyesen foglalkoztatta ez a tapasztalat nemcsak a fizika, de a metafizika szempontjából is. Ha valóban vákuum keletkezik a kísérleti cső felső végében, akkor összeomlik az arisztotelészi fizika világképe, a 17. századi egyetemi oktatás alapja. Étienne Pascal és Pierre Petit, a kikötők és erődítmények felügyelője elvégezték Torricelli kísérletét Rouenban, és azonos eredményt tapasztaltak.

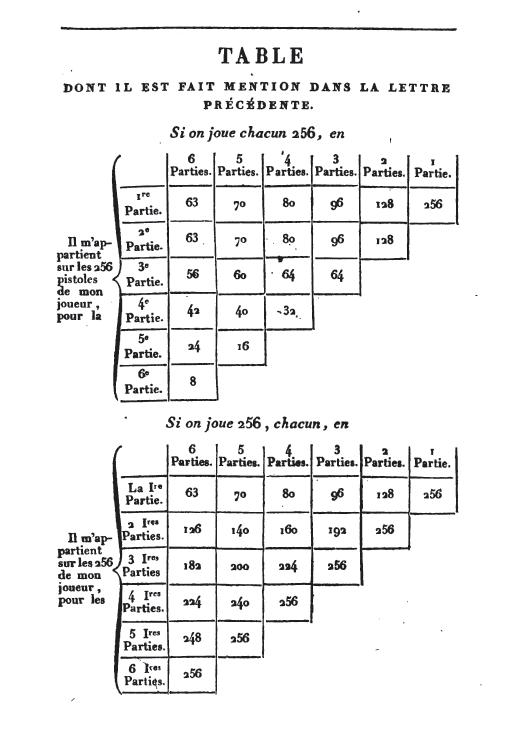
Pascal Fermat-nak írt első levele a pont-problémáról (pontok elosztásáról)

Pascal maga is el akarta végezni ezt a kísérletet, de nem higannyal, hanem folyadékokkal, vízzel és borral. 40 láb magas üvegcsöveket rendelt a roueni manufaktúrában. A kísérletet többször és nyilvánosan elvégezte a manufaktúra udvarában. Az arisztoteliánusok azt állították, hogy levegő hatolt be az üvegcsövek pórusain és az töltötte ki a csövek felső végét. Pascal 1647 októberében az Az űrre vonatkozó új kísérletek című kiadványában nyolc egymást követő kísérletét írta le, és úgy fogalmazott, hogy a tapasztalt űr nem abszolút, csupán relatív, és horror vacui marad számára mindaddig, amíg valaki be nem bizonyította az ellenkezőjét.
1646 telén Étienne Pascal lábtörést szenvedett. Két orvosláshoz értő személy gondozta őt három hónapon keresztül. Mindketten a janzenizmus követői voltak. Blaise gyakran beszélgetett velük, olvasta a janzenisták írásait, és hamarosan a Szent Ágoston tanait felújító, a predesztinációt és az isteni kegyelmet hirdető új vallási irányzat hatása alá került az egész család.
1647 szeptemberében Pascal Párizsban járt és találkozott Descartes-tal. Az eszmecserén Roberval is részt vett. A mechanikus számológépről beszélgettek, Roberval be is mutatta a szerkezet működését. Pascal beszámolt kísérleteiről és Descartes véleményét kérdezte a horror vacuiról. A tudós szerint rendkívül finom, áttetsző anyag töltötte ki az üres teret.
1647 novemberében elhatározta, hogy megismétli Torricellinek a légnyomással kapcsolatos kísérletét. Levélben kérte sógorát, Florin Périer-t, hogy hajtsa végre a kísérletet Clermont-ban a Puy de Dôme lejtőjén különböző tengerszint feletti magasságokon. Később Pascal maga is elvégezte a kísérletet Párizsban, a Saint-Jacques de la Boucherie tornyában.
A gyermekkora óta törékeny alkatú Pascal a megfeszített munka következtében gyengélkedett. Neurotikus betegség jelei mutatkoztak rajta, bénulás érte, és csak mankóval tudott járni. A vérkeringési zavarok és állandó fájdalmai miatt Párizsban kezelték. Bár állapota jelentősen javult, a labilis és érzékeny idegrendszerű Pascal hipochonder lett, és könnyen irritálható.
1651-ben Étienne Pascal meghalt. Jacqueline belépett a Port-Royal kolostorba. Pascal hirtelen egyedül maradt. Apai örökségéből fényűző, nagyvilági életet kezdett Párizsban. Művelt emberekkel, csinos nőkkel érintkezett, érdekelték a szerencsejátékok.
1654 novemberében kocsin hajtatott át a Neuilly hídon, a lovak kiszabadultak a hámból, de a fogat szerencsésen megállt a híd szélén. Pascal az ijedtségtől eszméletét vesztette, tizenöt napig maradt öntudatlan állapotban. Amikor magához tért, látomása volt, hite megújult. Beköltözött a Port-Royalba, de négy éven keresztül naponta visszajárt Párizsba és folytatta tudományos munkáját. Hallatta szavát a janzenista és a jezsuita teológia közti vitában (Vidéki levelek). 1659-ben ismeretlen betegség gyengítette le amúgy is törékeny szervezetét.
1661-ben XIV. Lajos betiltotta a janzenizmust. Jacqueline húga is meghalt. Pascal Artus Gouffier de Roannez hercegnek segédkezett még szakértőként a poitou-i mocsarak lecsapolásában. 1662. augusztus 19-én hunyt el Párizsban, a Saint-Etienne-du-Mont templomban helyezték örök nyugalomra.

## Matematikai munkássága

A Pascal-háromszög egy kezdő szakasza

16 éves korában írta első tanulmányát, Gérard Desargues munkája alapján és azt elmélyítve, Tanulmány a kúpszeletekről címmel, majd 1648-ban született meg az Értekezés a kúpszeletek származtatásáról. Ebből csak két kivonat maradt fenn Leibniz jegyzeteivel, aki a Périer fivérektől kapta meg Pascal latin nyelvű tanulmányát.
A nagy újítás a Pascal-tétel volt, amellyel megalapozta a projektív geometriát.
Foglalkozott az infinitezimális számításokkal és a sorozatokkal.
A Pascal-háromszög a binomiális együtthatók gyors és egyszerű kiszámolására használható. Kidolgozásakor alkalmazta először a teljes indukcióval történő bizonyítás módszerét. A Pascal-háromszög jelentős mértékben készítette elő Leibniz munkáját az infinitezimális számítások terén.
A Pascal-háromszög aritmetikai táblázatát használta a szerencsejátékok pont-problémájának megoldásához és a valószínűségszámítás fejlesztéséhez. A szerencsejátékban a pontok elosztásának problematikája a következő: ha két szerencsejátékos a játszma vége előtt szakítja meg közös megegyezéssel a játékot, hogyan lehet igazságosan elosztani a nyereséget, ha figyelembe veszik a nyerési valószínűséget mindként játékosnál a megszakítás pillanatában. Fermattal levelezett a pontok elosztásáról, s bár eltérő módszerrel, de mindketten azonos eredményre jutottak.
Utolsó tudományos munkáját a cikloisról írta Amos Dettonville álnéven Traité de la roulette címmel. A ruletta típusú görbék dimenziójáról írt levelet Christiaan Huygensnek 1659-ben, szintén álnéven.

## Fizikai munkássága
Pascal behatóan foglalkozott a folyadékok fizikájával, és beírta nevét a hidrosztatikába, amikor megalkotta a később róla elnevezett törvényt. Megfogalmazta a közlekedőedények fizikai törvényét. Már egészen fiatalon eredményeket ért el a gázok nyomásviszonyait, a légnyomásváltozásokat vizsgálva. Híres barométeres kísérlete valójában távkísérlet volt, hiszen azt sógora, Périer végezte el.
Périer levele Pascalhoz (1648. szeptember 22.)

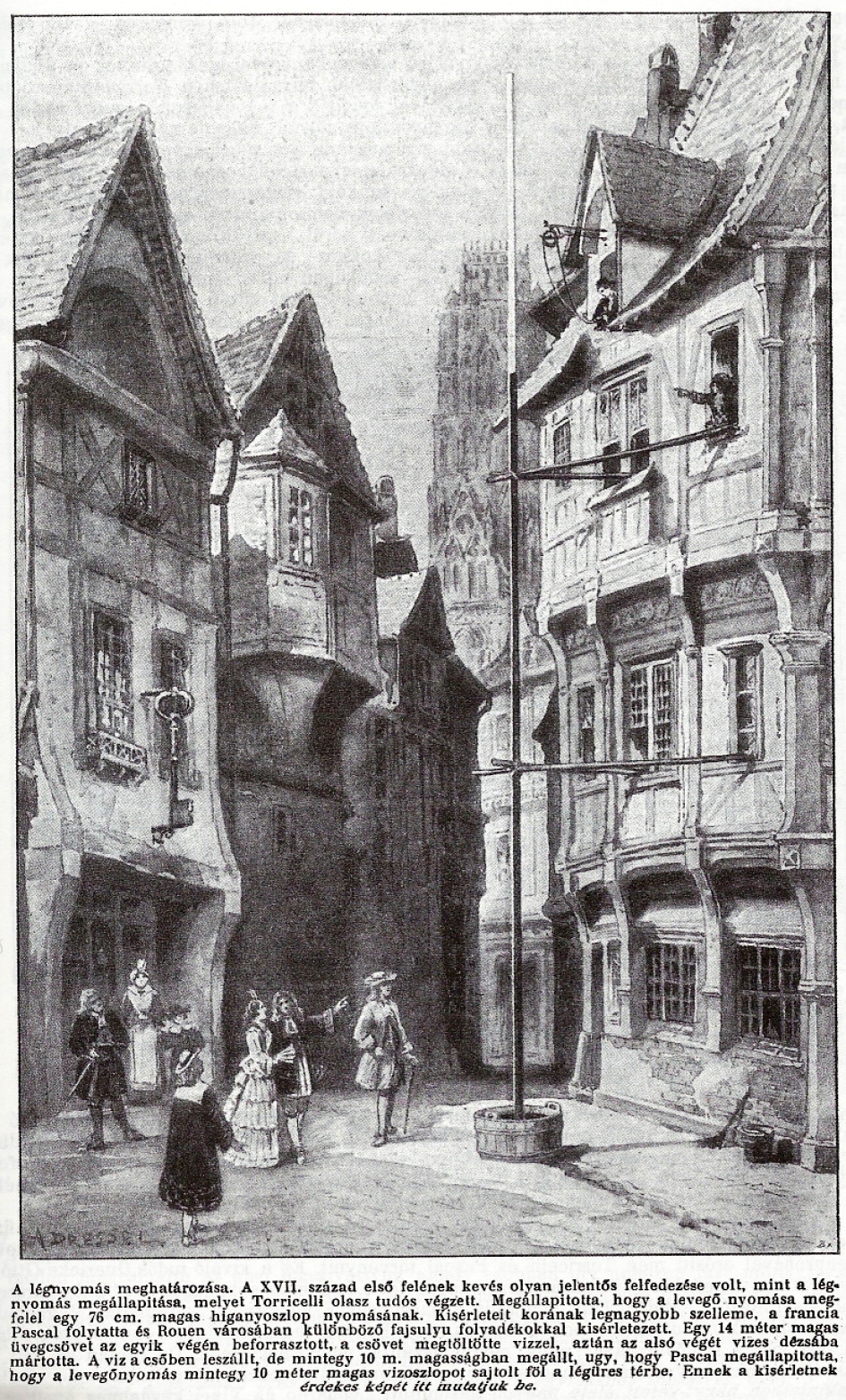
Barométer kísérlet Rouenben (Tolnai világtörténelme)

Aznap reggel nyolc órakor a Pères Minimes kertjében találkoztunk, amely a városnak csaknem legalacsonyabb pontja. Itt fogtunk hozzá a kísérlethez a következőképpen:

Először is tizenhat font higanyt öntöttem egy edénybe. A higanyt előtte három napig tisztítottam. Ezután két egyforma méretű, körülbelül négy láb hosszú üvegcsövet vettem. Az egyik végük hermetikusan zárt, a másik végük nyitott volt. Mindkettővel elvégeztem ugyanabban az edényben a szokásos kísérletet a vákuummal. Amikor a két csövet egymás közelébe vittem anélkül, hogy kiemeltem volna őket az edényből, kiderült, hogy a higany mindkettőben ugyanolyan szinten áll, az edényben levő higany felett huszonhat hüvelyk, három és fél vonásnyira [1 vonás=1/12 hüvelyk]. A kísérletet kétszer megismételtem ugyanazon a helyen, ugyanazokkal a csövekkel, ugyanazzal a higannyal és ugyanazzal az edénnyel, és mindig azt tapasztaltam, hogy a higany ugyanolyan magasra emelkedik a csövekben, mint az első alkalommal.
Amikor elkészültem, az egyik csövet – folyamatos megfigyelés céljából – az edényben hagytam: megjelöltem az üvegen a higany magasságát, és nem nyúltam többé hozzá. Ezután megkértem Chastin tiszteletest, a ház egyik lakóját, aki épp oly jámbor, mint amilyen eszes, és az efféle dolgokban nagyon világosan gondolkozik, hogy a nap folyamán időről időre fáradjon oda és figyelje meg, hogy történik-e valamilyen változás. A másik csővel és ugyanannak a higanynak egy részével felmentünk a Puy de Dôme (hegy) tetejére, amely körülbelül ötszáz öllel [toise-zal] magasabb a Minimes-nél [1 öl=1,949 m].  Itt ugyanazokat a kísérleteket ugyanúgy végeztem el, mint a Minimes-ben, és azt találtam, hogy a csőben csak huszonhárom hüvelyk, két vonásnyira emelkedik a higany, holott a Minimes-ben huszonhat hüvelyk, három és fél vonásnál állapodott meg ugyanabban a csőben.
Tehát a kísérletekben a higanymagasságok között három hüvelyk, másfél vonás különbség mutatkozott: ez az eredmény olyan csodálattal töltött el bennünket, és annyira meglepett, hogy saját magunk megnyugtatására meg kívántuk ismételni. Ezért még ötször megpróbáltam ugyanazt a dolgot, nagy pontossággal, öt különböző helyen, a hegy tetején, egyszer tető alatt, a hegyen levő kis kápolnában, egyszer a szabadban, egyszer fedezékben, egyszer szélben, egyszer szép időben, egyszer esőben és ködben, amely időnként fölénk húzódott, és mindezen próbálkozások alkalmával a higany magassága ugyanakkora volt, huszonhárom hüvelyk, két vonás, ami három hüvelyk, másfél vonással tér el a Minimes-ben tapasztalt huszonhat hüvelyk, három és fél vonástól. Az eredmény teljesen kielégített bennünket. [A levél ezután azokról a kísérletekről szól, amelyeket a hegyről lefelé jövet végeztek, és beszámol arról, hogy a nyugalomban hagyott csőben nem változott a higany magassága a nap folyamán. Azt is megemlíti, hogy a higany magasságát kissé alacsonyabbnak találták a clermont-i katedrális tetején.]
Pascal kommentárja
…Ez a beszámoló minden problémát tisztázott, és nem titkolom, hogy nagy örömömre szolgált. Mivel kiderült, hogy húsz öl magasság két vonás különbséget idéz elő a higany magasságában és hat-hét öl körülbelül fél vonásnyit, a vizsgálatot ebben a városban is könnyen el tudtam végezni; ezért a szokásos vákuumos kísérletet végrehajtottam a huszonnégy/huszonöt öl magas Saint-Jacques de-la-Boucherie torony tetején és alján. A higanymagasságok két vonásnál többel tértek el egymástól. Ezután egy kilencvenhat lépcsős lakóházban is megismételtem ugyanezt a kísérletet, és igen világosan mutatkozott egy fél vonásnyi különbség, ami tökéletesen egyezik Périer beszámolójával.

## Pascal, a moralista
A babonáig menően ragaszkodni a vallásossághoz egyenlő a megsemmisítésével.
A janzenista irányzat követője, és a kereszténység védelmezője. Hangsúlyozza, hogy az élet siralmas Isten nélkül, az emberek a lelkükben érzett belső üresség elől szórakozásba vagy megfeszített munkába menekülnek. Leírja az emberi természet ellentmondásosságát és tökéletlenségét. Szembeállítja az észérveken és a belső sugallaton, intuíción alapuló gondolkodást. Az érvelés logikus következtetések sorozata, az intuíció segít felfogni Isten törvényeit. A szív és az ész érvei különbözőek.

## Pascal, a filozófus
Pascal pesszimista gondolkodó. Tudatában van az ember nyomorult sorsának és gondolkodásának határaival. Pascal Kant előfutárának tekinthető. Mindketten vallották, hogy a szív érveit nem ismeri el az ész. Nietzsche, aki nagyra értékelte Pascalt, szintén szkeptikusan vélekedett az ész mindenhatóságáról. Pascalt és Szent Ágostont az egzisztencializmus előfutárának tekintik, Kierkegaard, Heidegger, Sartre és Camus lépnek majd nyomdokaikba.

## Vidéki levelek
Antoine Arnauld francia pap, filozófus, teológus, matematikus 1643-ban publikálta a Théologie morale des jésuites (A jezsuiták erkölcsteológiája) című írását, amely viták sorozatát indította el a janzenisták és a jezsuiták között. X. Ince pápa 1653-ban kiadta a janzenizmust elítélő bulláját (Cum occasione). A jezsuiták, a Francia Királyság püspökeinek nagy többsége, sőt a király környezete is (Mazarin bíboros) hevesen támadták Arnauld-t és segítőjét, Pierre Nicole-t. Arnauld-t a Sorbonne elhagyására kényszerítették 1656-ban. A Port-Royal válaszolni készült: teológiai, elméleti szinten felkészültek, de Pascal ragyogó stílusára volt szükségük, hogy megvédjék a janzenismust, Antoine Arnauld-t és Pierre Nicole-t. Pascal ismerte Cornelius Jansen Augustinusának (Augustinus seu doctrina Sancti Augustini de humanæ naturæ sanitate, ægritudine, medicinā adversùs Pelagianos et Massilienses) öt, heretikusnak tartott kinyilvánítását. 18 névtelen levelet írt (a 19. levélnek csak töredéke maradt meg). Eredetileg titokban terjesztették Párizsban, majd Louis de Montalte szerzői név alatt kis is nyomtatták: Levelek vidékre (Louis de Montalte levelei barátai vidéki tartományfőnökének és a nagyméltóságú jezsuita atyáknak, ez utóbbiak erkölcsteológiai felfogása apropóján). Az első és második levél teológiai kérdéseket vet fel (hatékony és elégséges kegyelem, az emberi akarat szabadsága). A harmadik levél Antoine Arnauld elítélésével és a tomistákkal folytatott vitájával foglalkozik. A többi levél a jezsuiták kazuista erkölcsteológiáját tárgyalja.

## Gondolatok
A Gondolatok filozófiai, főképp vallásfilozófiai és apologetikai tárgyú jegyzetek voltak A keresztény vallás apológiájához, amelyet nem tudott befejezni. A Gondolatok egy változata 1670-ben, nyolc évvel halála után megjelent könyv formájában, habár a munka a legtöbb helyen teljességgel vázlatos, teli befejezetlen mondatokkal, szakaszokkal, illetve időnként vitatható értelmezésű idézetekkel és utalásokkal más munkákra – elsősorban Pascal néhány más könyvére, ill. Montaigne Esszéire, ezen kívül a Bibliára és ókori szerzők írásaira. Jellemző, hogy néhány mondat vagy szakasz pusztán arról rendelkezik, hogy az Apológia bizonyos szakaszai egymáshoz képest áthelyezendőek; illetve, hogy a műben aforizmaszerűen odavetett megállapítások váltakoznak részletesebben kifejtett gondolatokkal, ahogy a szerző ideje vagy érdeklődése épp engedte.
Pascal célja az volt, hogy megtérítse azokat az istentagadókat, hitetleneket, akikkel Párizs előkelő köreiben fiatalon érintkezett. A Gondolatok fő témája az ember, akinek szánalmas a sorsa Isten nélkül. A könyv tizennégy hosszabb-rövidebb szakaszból (fejezetből) áll, melyek mindegyike eltérő területre koncentrál: a Gondolatok eleje inkább ismeretelméleti témákat fejteget (de nem öncélúan, hanem teológiai állításokat alátámasztandó), később átmegy erkölcs- és életfilozófiába, a könyv végén pedig egyre inkább teológiai jellegű.
Az ismeretelméleti rész hangsúlyozza, hogy az ember minden szempontból korlátolt lény, aki egyszerre hasonlatos Istenhez és az állati szinten létező lényekhez, tudásra vágyik, de az sohasem lehet teljes, testi valójában kiterjed az anyag kozmikus és mikroszkopikus szinten létező formái (a csillagok, ill. az elemek) felé is, így mintegy „a végtelen és a semmi között félúton létezik”. Ilyenformán mind a biztos és abszolút tudásra, mind a teljes tudatlanságra képtelen. Életfilozófia szintjén az ember feladata a gondolkodásának megfelelő, jóra (Istenre) irányuló használata, a többi út, amelyet pl. a sztoikusok vagy a hedonisták hirdetnek, hamis. Az ember emberségét és méltóságát a gondolkodás adja (itt nem a hivatásszerű gondolkodásról van szó, hanem az Ész helyes használatáról, amely elvileg mindenki számára adott), a szórakozás, a munkába temetkezés nem más, mint „elterelés”, előremenekülés, ami semmit nem old meg. Ugyanakkor a gondolkodás csak előzetesen megalapozza, de nem bizonyíthatja a vallási igazságokat: amikor ezeket elfogadjuk, nem azt mondjuk, hogy „scio” (tudom), hanem hogy „credo” (hiszem): a végső szót nem az agynak, hanem a szívnek kell kimondania.
Pascal számos helyen vitatkozik Montagine-l, aki az Esszékben már foglalkozott a szórakozás gondolatával: ha valaki szenved, a szórakozás eltereli figyelmét bajairól. 
A Gondolatok egyik leghíresebb, legszellemesebb és legjelentősebb filozófiai gondolatmenete az a rövid szövegszakasz, amelyben Pascal az Isten létére való szerencsejátékos-fogadás érdemlegességét fejtegeti. Ennek „Pascal fogadása”-ként elhíresült részlete a következő:

„Tegyük mérlegre, mit nyerhetünk vagy mit veszíthetünk azzal, ha Isten létezésére fogadunk. Értékeljük eme eshetőségeket. Ha nyersz, mindent elnyersz, ha viszont vesztesz, nem veszítesz semmit. Fogadj tehát tétovázás nélkül az Ő létezésére.” 

A legfeljebb fél oldal terjedelmű rövid taglalatokkal alapjaiban tér el a tomisták és a rendszerező filozófusok jelentősebb írásaitól. Az értelem filozófia 1600-as évekbeli válságának gyümölcse, amikor lemondtak a nagy metafizikai elméletek felállításáról a skolasztika megrendülése után.
Pascal és René Descartes a 17. századi filozófia két nagy alakja és pólusa mint az egyház és a tudomány képviselői. Ezt tekintve a Gondolatok további érdekessége, hogy egy rövidebb paragrafusában meglehetős támadó modorban beszél Descartes filozófiájáról, „használhatatlannak” mondja.

## Blaise Pascal-díj
1984-ben a Francia Tudományos Akadémia létrehozta a Blaise Pascal-díjat. 1985 óta ítélik oda az alkalmazott matematikai kutatásokban és a mérnöktudományok terén végzett numerikus számításokban elért eredményekért.

## Róla nevezték el
- A nyomás mértékegységét (pascal)
- A Pascal programozási nyelvet
- A hold egyik becsapódási kráterét (1964)
- Az Université Blaise-Pascal Clermont-Ferrand viseli nevét

## Művei
- Essai pour les coniques (Tanulmány a kúpszeletekről)
- Expériences nouvelles touchant le vide (Az űrre vonatkozó új kísérletek)
- Récit de la grande expérience de l’équilibre des liqueurs (A folyadékok nagy egyensúlyának kísérlete)
- Traité du triangle arithmétique (Értekezés az aritmetikai háromszögről)
- La Règle des partis (Pascal fogadás-elmélete)
- Élément de géométrie
- De l’Esprit géométrique et de l’Art de persuader (A geometriai gondolkodás és a meggyőzés művészete) posztumusz
- Génération des sections coniques (Kúpszeletek származtatása)
- Histoire de la roulette
- L’Art de persuader
- Les Provinciales (Correspondances 1656–1657) (Vidéki levelek)
- Pensées (1670, posztumusz)

## Magyarul
- Pascal gondolati a hitvallás és némely egyéb tárgyak felett; ford. Gál Domokos; Beimel, Pest, 1831
- Pascal gondolatai; ford. Béri Gyula; Franklin, Bp., 1890 (Olcsó könyvtár)
- Gondolatok; ford., tan., jegyz. Nagy József; Franklin, Bp., 1912 (Filozófiai írók tára)
- Gondolatok a szerelemről és egyebekről; ford. Kepes Ernő; Otthon Ny., Bp., 1921 (Világirodalom)
- Vidéki levelek; ford., bev., jegyz. Rácz Lajos; Sylvester, Tahitótfalu, 1925
- Gondolatok; vál., bev. François Mauriac, ford. Fónagy Iván; Bibliotheca, Bp., 1944
- Gondolatok; ford., jegyz. Pődör László, utószó Tordai Zádor, hebraisztikai jegyz. Scheiber Sándor; Gondolat, Bp., 1978 (Etikai gondolkodók)
- Gondolatok; vál., jegyz., összeáll. Szegő Katalin, bev. Bajor Andor, ford. Pődör László; Kriterion, Bukarest, 1982 (Téka)
- Írások a szerelem szenvedélyéről, a geometriai gondolkodásról és a kegyelemről. Válogatott írások; ford. Pavlovits Tamás, Tímár Andrea; Osiris, Bp., 1999 (Sapientia humana)
- Vidéki levelek; ford., jegyz. Rácz Péter, utószó Tillmann J. A.; Palatinus, Bp., 2002 (Folyam)
- A korai keresztények összevetése a mai keresztényekkel és egyéb kisebb írások, közöttük nővére, madame Gilberte Périer Fivérem, Blaise Pascal című életrajzi írása; ford. Bede-Fazekas Enikő, Csabai Tamás, Reisinger János; Aeternitas, Felsőörs, 2005
- Az ember nagysága és nyomorúsága. Válogatott töredékek a Gondolatokból; ford. Szabóné Révész M. Magdolna; Kairosz, Bp., 2010
- Gondolatok; ford., jegyz. Pődör László, utószó Reisinger János; Lazi, Szeged, 2014